# Dorsum Heim
Il Dorsum Heim è una catena di creste lunari intitolata al geologo svizzero Albert Heim nel 1976. Si trova nel Mare Imbrium e ha una lunghezza di circa 148 km.